# Озан Гювен
Файл:Arif V 216 İzmir galası (cropped) Ozan Güven.jpg
Озан Гювен (тур. Ozan Güven; 19 травня 1975) — турецький актор, продюсер, автор сценаріїв.

## Біографія
Народився 19 травня 1975 року в Західному Берліні (за іншими даними — у Нюрнберзі, Німеччина).
Закінчив відділення сучасного танцю Національної консерваторії «Mimar Sinan» Стамбульського університету.
Акторську кар'єру розпочав у 1998 році зйомками у телевізійних серіалах. Першу роль у кіно зіграв у 2000 році у фільмі «Балалайка». В Україні відомий за роллю Рустем-паші в серіалі «Величне століття. Роксолана».

## Фільмографія
- 1999–2001 — Друга весна (серіал) | Ikinci bahar — Улас
- 2000 — Балалайка | Balalayka — Мехмед
- 2002 — Асли і Керем | Asli ile Kerem — головна роль
- 2003 — Казка про Стамбул (серіал) | Bir Istanbul masali — Демір Архан
- 2004 — Удар | Yazi Tura — солдат
- 2004 — Космічний елемент. Епізод X | GORA — Робот 216
- 2008 — А. Р. О. Г. | A.R.O.G — Тасо
- 2009 — Хоробрі отомани | Yahsi Bati — Лемі Бей
- 2010 — Шлях дракона | Ejder kapani — Ремзі
- 2018 — Jet Sosyete
- 2020 — Babil
- 2024 — Камінь ножиці папір  | Taş Kağıt Makas — Адвокат Харун Якар

## Нагороди і премії
- «Siyad» — премія найкращому молодому акторові за роль у фільмі «Балалайка», 2000, Туреччина.
- «Çasod» — спеціальний приз журі, 2000, Туреччина.